# Península de Lisán

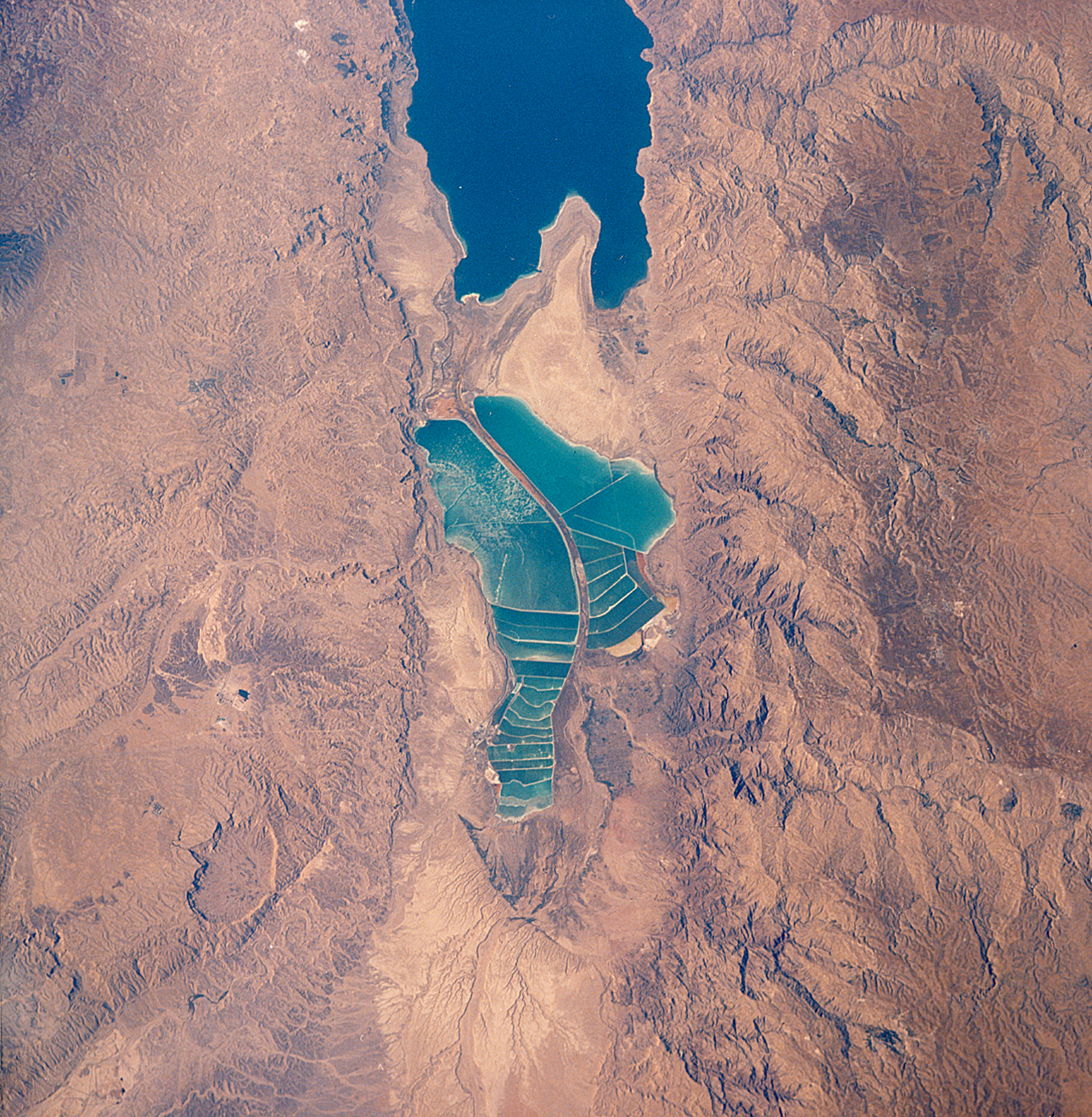
La península de Lisán desde el espacio.

La península de Lisán es un gran saliente de tierra situado en Jordania, que emerge desde la orilla suroriental del mar Muerto, separándolo en dos partes: una mayor al norte, y otra menor al sur. Su nombre procede del árabe لسان, que significa "lengua", epónimo asimismo del antiguo lago Lisán que existió a lo largo de la cuenca del río Jordán. 
En la actualidad no constituye una península, debido al descenso en el nivel del mar Muerto, por lo cual ha acabado enlazando con la orilla occidental israelí. La punta septentrional recibe ocasionalmente la denominación de "cabo Costigan", en honor a Christopher Costigan, un explorador irlandés que realizó la primera travesía conocida en época moderna a través del mar Muerto, y que falleció en 1835 debido al calor y a la deshidratación tras permanecer varado en el mar durante días. 
De forma análoga al cercano monte Sodoma (Jebel Usdum), la península consiste en acumulaciones de sedimentos calcáreos que contienen capas de sal y aljez, que se alzan hasta 200 m en la zona oriental.
- Datos: Q2921024